# Diavatá
Diavatá, en grec moderne : Διαβατά, est un village du dème de Délta, district régional de Thessalonique, en Macédoine-Centrale, Grèce.
Selon le recensement de 2011, la population du village compte 9 890 habitants.